# Álvaro Mutis
Álvaro Mutis (Bogotá, 25 de agosto de 1923 - Cidade do México, 22 de setembro de 2013) foi um romancista, poeta e ensaísta colombiano. 
Entre os prêmios que recebeu, destaca-se o Prêmio Cervantes, considerado o principal prêmio da língua espanhola, recebido em 2001; o Prêmio Príncipe de Astúrias de 1997, outra premiação importante em língua espanhola; é o Prêmio Médicis, na França.
É considerado um dos maiores escritores hispanoamericanos da atualidade.

## Vida
Álvaro Mutis foi filho do diplomata colombiano Santiago Mutis Dávila e de Carolina Jaramillo. Residiu no México desde 1956.
Em 1941, casou-se com Mireya Durán Solano, com quem teve três filhos: María Cristina, Santiago e Jorge Manuel. 
Treze anos depois, casou-se com María Luz Montané, de cuja união nasceu a filha María Teresa.
Em 1966, uniu-se em matrimônio com Carmen Miracle Feliú.
Antes de se tornar escritor, trabalhou na Colômbia como jornalista, profissional de relações públicas, locutor de rádio, distribuidor de filmes da 20th Century Fox na América Latina. Também fez dublagens e deu voz ao narrador da série Os Intocáveis.

## Obras

### Poesia
- La Balanza, Talleres Prag, Bogotá, 1948 (em colaboração com Carlos Patiño Roselli)
- Los elementos del desastre, Losada, Buenos Aires, 1953
- Reseñas de los hospitales de Ultramar, Separata revista "Mito", Bogotá, 1955
- Los trabajos perdidos, Era, Cidade do México, 1965
- Summa de Maqroll el Gaviero, Barral Editores, Barcelona, 1973
- Caravansary, FCE, Cidade do México, 1981
- Los emisarios, FCE, Cidade do México, 1984
- Crónica regia y alabanza del reino, Cátedra, Madrid, 1985
- Un homenaje y siete nocturnos, El Equilibrista, Cidade do México, 1986

### Romances
- Diario de Lecumberri, Universidade Veracruzana, 1960
- La mansión de Araucaíma, Sudamericana, 1973
- La verdadera historia del flautista de Hammelin, Ediciones Penélope, 1982
- La nieve del Almirante, 1986
- Ilona llega con la lluvia, Oveja Negra, 1988
- Un bel morir, Oveja Negra; Mondadori, 1989
- La última escala del Tramp Steamer, El Equilibrista, Cidade do México, 1989
- La muerte del estratega, FCE, Cidade do México, 1990
- Amirbar, Norma; Siruela, 1990
- Abdul Bashur, soñador de navíos, Norma; Siruela, 1991
- Tríptico de mar y tierra, Norma, 1993
- Empresas y tribulaciones de Maqroll el Gaviero, Siruela, 1993] (2 volumes); Alfaguera, 1996 e 2001 (1 volume). Inclusive as sete novelas: La nieve del almirante (1986); Ilona llega con la lluvia (1988); Un bel morir (1989); La última escala del Tramp Steamer (1989); Amirbar (1990); Abdul Bashur, soñador de navíos (1991); Tríptico de mar y tierra (1993).

### Ensaios
- Contextos para Maqroll, Igitur-Cilcultura, 1997
- De lecturas y algo del mundo, Seix Barral, 1999
- Caminos y encuentros de Maqroll el Gaviero, Editorial Áltera, 2001

### Antologia
- Poesía y prosa, Instituto colombiano de Cultura, 1982
- Antología poética, seleção e notas de José Balza, Monte Avíla
- Summa de Maqroll el Gaviero. Poesía 1948-1988, Visor, 1992
- Poesía completa, Editorial Arango, 1993
- Summa de Maqroll el Gaviero. Poesía 1948-1997, Ediciones Universidad de Salamanca-Patrimonio Nacional, 1997
- Antología, seleção de Enrique Turpin, Plaza e Janés, 2000
- Empresas y tribulaciones de Maqroll el Gaviero, Siruela, 1993 (2 volumes); Alfaguera, 1996 e 2001 (1 volume)
- La voz de Álvaro Mutis, edição de Diego Valverde Villena, Residencia de Estudiantes, Madrid, 2001

### Títulos lançados no Brasil
- A Neve do Almirante, 1990, Companhia das Letras[1]
- Ilona Chega com a Chuva, 1990, Companhia das Letras[1]
- Poesias - Alvaro Mutis (coletânea), 2000, Editora Record[1]